# Geronde halfgesloten voorklinker
De geronde halfgesloten voorklinker of geronde gesloten-mid voorklinker is een klinker waarvan de articulatie de volgende kenmerken bezit:
- Het is een halfgesloten klinker, wat betekent dat de tong zich ongeveer halverwege de articulatie van een gesloten klinker en die van een middenklinker bevindt.
- Het is een voorklinker.
- Het is geronde klinker met een endolabiaal karakter, wat betekent dat tijdens de articulatie alleen de buitenkant van de lippen zichtbaar is.

In het Internationaal Fonetisch Alfabet wordt deze klinker geschreven als ø. Dit symbool is ontleend aan de orthografie van de Scandinavische talen, waar deze klinker veel voorkomt. Het overeenkomende X-SAMPA-symbool is 2. In het Nederlands wordt de klank geschreven als eu.

## Voorbeelden
- Noors [ø]?
  - Voorbeeld: søt [søːt? (zoet)
- Deens [ø]?
  - Voorbeeld: købe [ˈkøːb̥ə]? (kopen)
- Duits [ø]?: Ö, ö
  - Voorbeelden: Öl [øːl]? (olie), Höhle [høːlə]? (hol)
- Frans [ø]?: eu, œu (meestal)
  - Voorbeelden: heureux [œʀø]? (gelukkig), vœu [vø]? (belofte)